# Anti-ceva-driehoek
De anti-ceva-driehoek van een punt P in een driehoek ABC is de driehoek A'B'C' zodat ABC de ceva-driehoek is van P in A'B'C'.

## Harmonische ligging
Als ApBpCp de ceva-driehoek is van P, dan is
- A' de harmonische verwante van P ten opzichte van (A, Ap),
- B' de harmonische verwante van P ten opzichte van (B, Bp) en
- C' de harmonische verwante van P ten opzichte van (C, Cp).

## Coördinaten
Als P barycentrische coördinaten (u:v:w) heeft, dan zijn de barycentrische coördinaten van 
- A' gelijk aan (-u:v:w),
- B' gelijk aan (u:-v:w) en
- C' gelijk aan (u:v:-w).

## Voorbeeld
De middelpunten van de aangeschreven cirkels vormen de anti-ceva-driehoek van het middelpunt van de ingeschreven cirkel.

## Eigenschappen
- ABC, de ceva-driehoek en de anti-ceva-driehoek hebben dezelfde perspectiviteitsas.